# Bringing It All Back Home
Bringing It All Back Home er det femte album af Bob Dylan som udgivet i marts 1965 af Columbia Records. Det var hans første skridt væk fra folkmusikken og over mod rock - albummets ene side bestod nemlig af elektriske numre, såsom "Subterranean Homesick Blues", mens den anden side bestod af akustiske numre, såsom "Mr. Tambourine Man".
Det gennemgående tema i Bringing It All Back Home var dog ikke det samme, som på Dylans tidligere plader. Han gik med dette album væk fra protestsange med politiske budskaber og skrev i stedet kunstneriske, nærmest surrealistiske, folk-rock sange. De bedste eksempler på det er numre som "She Belongs to Me", "Love Minus Zero/No Limit" og "It's All Over Now, Baby Blue".
Udgivelsen af Bringing It All Back Home var startskuddet på Dylans rockmusik. Det var det første af tre rockalbums, som han med stor succes udgav i midt 60'erne. Efter modtagelsen af specielt "Subterranean Homesick Blues", var Dylan motiveret til at fortsætte i samme stil på de to efterfølgende albums, Highway 61 Revisited og Blonde on Blonde.